# Jesper Christensen
Jesper Christensen, född 16 maj 1948 i Köpenhamn, är en dansk teater- och filmskådespelare. Han har medverkat i flera av regissören Per Flys filmer.
Han har förutom i Danmark även varit verksam i Sverige och Norge men har också dykt upp i mindre roller i England och USA. Han har bland annat blivit internationellt uppmärksammad för rollen som Mr. White i James Bond-filmerna Casino Royale, Quantum of Solace och Spectre.

## Filmografi (urval)
- 1976 – Snuten som rensade upp
- 1987 – Hipp hurra!
- 1990 – God afton, Herr Wallenberg
- 1992 – Sofie
- 1995 – Vita lögner
- 1995 – Sommaren
- 1996 – Hamsun
- 1996 – Den vita lejoninnan
- 1997 – Barbara
- 2000 – Bänken
- 2003 – Arvet
- 2005 – Tolken
- 2006 – Casino Royale
- 2008 – Maria Larssons eviga ögonblick
- 2008 – Quantum of Solace
- 2008 – Flamman och Citronen
- 2009 – Young Victoria
- 2012 – Dom över död man
- 2013 – Nymphomaniac
- 2013 – Spies & Glistrup
- 2014 – Arvingarna (TV-serie)
- 2015 – Spectre
- 2016 – Kungens val
- 2025 – Trolösa (TV-serie)
- 2025 – Sentimental Value
- 2025 – Honey

## Teater

### Roller (ej komplett)
| År   | Roll     | Produktion                    | Regi                | Teater               |
| ---- | -------- | ----------------------------- | ------------------- | -------------------- |
| 1986 | Mortimer | Maria Stuart Per Olov Enquist | Johan Bergenstråhle | Det Kongelige Teater |

## Utmärkelser
- 1979 – Bodilpris för bästa manliga huvudroll.
- 1993 – Robert för bästa manliga biroll.
- 1994 – Robert för bästa manliga biroll.
- 1998 – Robert för bästa manliga biroll.
- 1998 – Bodilpris för bästa manliga biroll.
- 2001 – Robert för bästa manliga huvudroll.
- 2001 – Bodilpris för bästa manliga huvudroll.
- 2006 – Bodilpris för bästa manliga huvudroll.
- 2009 – Guldbagge för bästa manliga biroll.